# Dactylodenia evansii
Dactylodenia evansii är en orkidéart som först beskrevs av George Claridge Druce, och fick sitt nu gällande namn av Clive Anthony Stace. Dactylodenia evansii ingår i släktet Dactylodenia, och familjen orkidéer. Inga underarter finns listade i Catalogue of Life.